# 13e étape du Tour de France 2002
Pour un article plus général, voir Tour de France 2002.
La 13e étape du Tour de France 2002 a eu lieu le 20 juillet 2002 entre Lavelanet et Béziers sur une distance de 171 km. Elle a été remportée par l'Anglais David Millar (Cofidis-Le Crédit par Téléphone) devant David Etxebarria (Euskaltel-Euskadi) et Michael Boogerd (Rabobank). L'Américain Lance Armstrong (U.S. Postal Service) conserve la tête du classement général et le maillot jaune à l'issue de l'étape.

## Profil et parcours
Emprunté pour la première fois, les premières pentes du col de Montségur (1 056 m, 3e cat.) se manifestent peu après le départ de Lavelanet. Principale difficulté d'une étape roulante, Laurent Jalabert le passe en tête puis enchaîne le col de la Babourade (654 m, 4e cat.) utilisé pour la première fois en 1947 puis le col de Saint-Benoît (615 m, 3e cat.) et moins de 49 km après le départ, il en est fini des difficultés. Les sprints intermédiaires se déroulent à Limoux (km 67,5) et à Pouzol-Minervois (km 134,5).

## Classement de l'étape
| \| Classement de l'étape \| Classement de l'étape \| Classement de l'étape \| Classement de l'étape \| Classement de l'étape \| \| Coureur \| Coureur \| Pays \| Équipe \| Temps \| \| --------------------- \| ------------------------ \| --------------------- \| ------------------------------- \| --------------------- \| \| 1er \| David Millar \| Royaume-Uni \| Cofidis-Le Crédit par Téléphone \| 4 h 08 min 18 s \| \| 2e \| David Etxebarria \| Espagne \| Euskaltel-Euskadi \| + 0 s \| \| 3e \| Michael Boogerd \| Pays-Bas \| Rabobank \| + 0 s \| \| 4e \| Laurent Brochard \| France \| Jean Delatour \| + 0 s \| \| 5e \| David Latasa \| Espagne \| iBanesto.com \| + 4 s \| \| 6e \| Javier Pascual Rodríguez \| Espagne \| iBanesto.com \| + 56 s \| \| 7e \| Eddy Mazzoleni \| Italie \| Tacconi Sport \| + 56 s \| \| 8e \| Miguel Martinez \| France \| Mapei-Quick Step \| + 1 min 06 s \| \| 9e \| Beat Zberg \| Suisse \| Rabobank \| + 1 min 06 s \| \| 10e \| Bobby Julich \| États-Unis \| Telekom \| + 1 min 08 s \| |                          |             |                                 |                 |
| |                          |             |                                 |                 |
| |                          |             |                                 |                 |
| Classement de l'étape |                          |             |                                 |                 |
| Coureur | Coureur                  | Pays        | Équipe                          | Temps           |
| 1er | David Millar             | Royaume-Uni | Cofidis-Le Crédit par Téléphone | 4 h 08 min 18 s |
| 2e | David Etxebarria         | Espagne     | Euskaltel-Euskadi               | + 0 s           |
| 3e | Michael Boogerd          | Pays-Bas    | Rabobank                        | + 0 s           |
| 4e | Laurent Brochard         | France      | Jean Delatour                   | + 0 s           |
| 5e | David Latasa             | Espagne     | iBanesto.com                    | + 4 s           |
| 6e | Javier Pascual Rodríguez | Espagne     | iBanesto.com                    | + 56 s          |
| 7e | Eddy Mazzoleni           | Italie      | Tacconi Sport                   | + 56 s          |
| 8e | Miguel Martinez          | France      | Mapei-Quick Step                | + 1 min 06 s    |
| 9e | Beat Zberg               | Suisse      | Rabobank                        | + 1 min 06 s    |
| 10e | Bobby Julich             | États-Unis  | Telekom                         | + 1 min 08 s    |

## Classement général
| \| Classement général \| Classement général \| Classement général \| Classement général \| Classement général \| \| Coureur \| Coureur \| Pays \| Équipe \| Temps \| \| ------------------ \| ------------------------- \| ------------------ \| ------------------ \| ------------------ \| \| 1er \| Lance Armstrong \| États-Unis \| US Postal Service \| DQ \| \| 2e \| Joseba Beloki \| Espagne \| ONCE-Eroski \| + 14 s \| \| 3e \| Igor González de Galdeano \| Espagne \| ONCE-Eroski \| + 3 min 19 s \| \| 4e \| Raimondas Rumšas \| Lituanie \| Lampre-Daikin \| + 5 min 15 s \| \| 5e \| Santiago Botero \| Colombie \| Kelme-Costa Blanca \| + 5 min 44 s \| \| 6e \| Marcos Serrano \| Espagne \| ONCE-Eroski \| + 7 min 14 s \| \| 7e \| Roberto Heras \| Espagne \| US Postal Service \| + 8 min 01 s \| \| 8e \| José Azevedo \| Portugal \| ONCE-Eroski \| + 8 min 24 s \| \| 9e \| Laurent Jalabert \| France \| CSC-Tiscali \| + 8 min 57 s \| \| 10e \| Óscar Sevilla \| Espagne \| Kelme-Costa Blanca \| + 9 min 05 s \| |                           |            |                    |              |
| |                           |            |                    |              |
| |                           |            |                    |              |
| Classement général |                           |            |                    |              |
| Coureur | Coureur                   | Pays       | Équipe             | Temps        |
| 1er | Lance Armstrong           | États-Unis | US Postal Service  | DQ           |
| 2e | Joseba Beloki             | Espagne    | ONCE-Eroski        | + 14 s       |
| 3e | Igor González de Galdeano | Espagne    | ONCE-Eroski        | + 3 min 19 s |
| 4e | Raimondas Rumšas          | Lituanie   | Lampre-Daikin      | + 5 min 15 s |
| 5e | Santiago Botero           | Colombie   | Kelme-Costa Blanca | + 5 min 44 s |
| 6e | Marcos Serrano            | Espagne    | ONCE-Eroski        | + 7 min 14 s |
| 7e | Roberto Heras             | Espagne    | US Postal Service  | + 8 min 01 s |
| 8e | José Azevedo              | Portugal   | ONCE-Eroski        | + 8 min 24 s |
| 9e | Laurent Jalabert          | France     | CSC-Tiscali        | + 8 min 57 s |
| 10e | Óscar Sevilla             | Espagne    | Kelme-Costa Blanca | + 9 min 05 s |

## Classements annexes
| Classement par points | Classement par points | Classement par points | Classement par points | Classement par points |
| Coureur               | Coureur               | Pays                  | Équipe                | Points                |
| --------------------- | --------------------- | --------------------- | --------------------- | --------------------- |
| 1er                   | Robbie McEwen         | Australie             | Lotto-Adecco          | 229 pts               |
| 2e                    | Erik Zabel            | Allemagne             | Telekom               | 229 pts               |
| 3e                    | Stuart O'Grady        | Australie             | Crédit Agricole       | 170 pts               |
| 4e                    | Baden Cooke           | Australie             | Fdjeux.com            | 162 pts               |
| 5e                    | Ján Svorada           | Tchéquie              | Lampre-Daikin         | 129 pts               |

| Classement par points | Classement par points | Classement par points | Classement par points | Classement par points |
| Coureur               | Coureur               | Pays                  | Équipe                | Points                |
| --------------------- | --------------------- | --------------------- | --------------------- | --------------------- |
| 1er                   | Robbie McEwen         | Australie             | Lotto-Adecco          | 229 pts               |
| 2e                    | Erik Zabel            | Allemagne             | Telekom               | 229 pts               |
| 3e                    | Stuart O'Grady        | Australie             | Crédit Agricole       | 170 pts               |
| 4e                    | Baden Cooke           | Australie             | Fdjeux.com            | 162 pts               |
| 5e                    | Ján Svorada           | Tchéquie              | Lampre-Daikin         | 129 pts               |

| Classement de la montagne | Classement de la montagne | Classement de la montagne | Classement de la montagne | Classement de la montagne |
| Coureur                   | Coureur                   | Pays                      | Équipe                    | Points                    |
| ------------------------- | ------------------------- | ------------------------- | ------------------------- | ------------------------- |
| 1er                       | Laurent Jalabert          | France                    | CSC-Tiscali               | 167 pts                   |
| 2e                        | Lance Armstrong           | États-Unis                | US Postal Service         | DQ                        |
| 3e                        | Joseba Beloki             | Espagne                   | ONCE-Eroski               | 66 pts                    |
| 4e                        | Laurent Dufaux            | Suisse                    | Alessio                   | 66 pts                    |
| 5e                        | Richard Virenque          | France                    | Domo-Farm Frites          | 59 pts                    |

| Classement de la montagne | Classement de la montagne | Classement de la montagne | Classement de la montagne | Classement de la montagne |
| Coureur                   | Coureur                   | Pays                      | Équipe                    | Points                    |
| ------------------------- | ------------------------- | ------------------------- | ------------------------- | ------------------------- |
| 1er                       | Laurent Jalabert          | France                    | CSC-Tiscali               | 167 pts                   |
| 2e                        | Lance Armstrong           | États-Unis                | US Postal Service         | DQ                        |
| 3e                        | Joseba Beloki             | Espagne                   | ONCE-Eroski               | 66 pts                    |
| 4e                        | Laurent Dufaux            | Suisse                    | Alessio                   | 66 pts                    |
| 5e                        | Richard Virenque          | France                    | Domo-Farm Frites          | 59 pts                    |

| Classement du meilleur jeune | Classement du meilleur jeune | Classement du meilleur jeune | Classement du meilleur jeune | Classement du meilleur jeune |
| Coureur                      | Coureur                      | Pays                         | Équipe                       | Temps                        |
| ---------------------------- | ---------------------------- | ---------------------------- | ---------------------------- | ---------------------------- |
| 1er                          | Ivan Basso                   | Italie                       | Fassa Bortolo                | 51 h 18 min 30 s             |
| 2e                           | Isidro Nozal                 | Espagne                      | ONCE-Eroski                  | + 10 s                       |
| 3e                           | Nicolas Vogondy              | France                       | Fdjeux.com                   | + 1 min 07 s                 |
| 4e                           | Haimar Zubeldia              | Espagne                      | Euskaltel-Euskadi            | + 1 min 20 s                 |
| 5e                           | Christophe Brandt            | Belgique                     | Lotto-Adecco                 | + 11 min 51 s                |

| Classement du meilleur jeune | Classement du meilleur jeune | Classement du meilleur jeune | Classement du meilleur jeune | Classement du meilleur jeune |
| Coureur                      | Coureur                      | Pays                         | Équipe                       | Temps                        |
| ---------------------------- | ---------------------------- | ---------------------------- | ---------------------------- | ---------------------------- |
| 1er                          | Ivan Basso                   | Italie                       | Fassa Bortolo                | 51 h 18 min 30 s             |
| 2e                           | Isidro Nozal                 | Espagne                      | ONCE-Eroski                  | + 10 s                       |
| 3e                           | Nicolas Vogondy              | France                       | Fdjeux.com                   | + 1 min 07 s                 |
| 4e                           | Haimar Zubeldia              | Espagne                      | Euskaltel-Euskadi            | + 1 min 20 s                 |
| 5e                           | Christophe Brandt            | Belgique                     | Lotto-Adecco                 | + 11 min 51 s                |

| Classement par équipes | Classement par équipes          | Classement par équipes | Classement par équipes |
| Équipe                 | Équipe                          | Pays                   | Temps                  |
| ---------------------- | ------------------------------- | ---------------------- | ---------------------- |
| 1re                    | ONCE-Eroski                     | Espagne                | 153 h 30 min 22 s      |
| 2e                     | Cofidis-Le Crédit par Téléphone | France                 | + 4 min 02 s           |
| 3e                     | US Postal Service               | États-Unis             | + 7 min 39 s           |
| 4e                     | iBanesto.com                    | Espagne                | + 8 min 36 s           |
| 5e                     | Kelme-Costa Blanca              | Espagne                | + 12 min 17 s          |

| Classement par équipes | Classement par équipes          | Classement par équipes | Classement par équipes |
| Équipe                 | Équipe                          | Pays                   | Temps                  |
| ---------------------- | ------------------------------- | ---------------------- | ---------------------- |
| 1re                    | ONCE-Eroski                     | Espagne                | 153 h 30 min 22 s      |
| 2e                     | Cofidis-Le Crédit par Téléphone | France                 | + 4 min 02 s           |
| 3e                     | US Postal Service               | États-Unis             | + 7 min 39 s           |
| 4e                     | iBanesto.com                    | Espagne                | + 8 min 36 s           |
| 5e                     | Kelme-Costa Blanca              | Espagne                | + 12 min 17 s          |